# Pacios (Chavaga)
Pacios es una aldea española situada en la parroquia de Chavaga, del municipio de Monforte de Lemos, en la provincia de Lugo, Galicia.

## Localización
Se encuentra a una altitud de 417 metros sobre el nivel del mar, entre los montes de O Castro, Eixón y Meniño.

## Demografía
| Gráfica de evolución demográfica de Pacios entre 2000 y 2020 |
|                                                              |
| Datos según el nomenclátor publicado por el INE.             |